# 仲津郡
- 令制国一覧 > 西海道 > 豊前国 > 仲津郡
- 日本 > 九州地方 > 福岡県 > 仲津郡

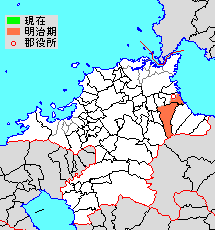
福岡県仲津郡の位置

仲津郡（なかつぐん）は、福岡県（豊前国）にあった郡。

## 郡域
1878年（明治11年）に行政区画として発足した当時の郡域は、下記の区域にあたる。
- 行橋市の一部（蓑島、今井、金屋、南大橋、西泉、大野井、宝山、天生田より南東[1]）
- 京都郡みやこ町の大部分（勝山各町を除く）

## 歴史

### 近世以降の沿革
- 明治初年時点では全域が豊前小倉藩領であった。「旧高旧領取調帳」に記載されている明治初年時点での村は以下の通り。（76村）

元永村、竹田村、沓尾村、高瀬村、稲童村、辻垣村、大野井村、金屋村、宝山村、羽根木村、蓑島村、小犬丸村、馬場村、長江村、松原村、袋迫村、福富村、国作村、惣社村、矢留村、有久村、大橋村、竹並村、下原村、田中村、呰見村、綾野村、国分村、上坂村、徳政村、福原村、花熊村、木山村、谷口村、大村、大坂村、柳瀬村、崎山村、喜多良村、大熊村、山鹿村、本庄村、古川村、久富村、続命院村、八ツ溝村、鐙畑村、吉岡村、上原村、光富村、節丸村、犬丸村、内垣村、末江村、下高屋村、上高屋村、木井馬場村、横瀬村、下伊良原村、上伊良原村、扇谷村、帆柱村、津留村、真菰村、今井村、宮市村、寺畔村、流末村、天生田村、彦徳村、崎野村、柳井田村、平島村、草場村、道場寺村、徳永村
- 慶応3年3月（1867年4月） - 長州戦争により小倉藩が移転して香春藩となる。
- 明治2年12月24日（1870年1月25日） - 香春藩が移転して豊津藩となる。
- 明治3年（1870年） - 香春藩が国分村に移転。同村の一部が分立して豊津町となる。（1町76村）
- 明治4年
  - 7月14日（1871年8月29日） - 廃藩置県により豊津県の管轄となる。
  - 11月14日（1871年12月25日） - 第1次府県統合により小倉県の管轄となる。
  - 豊津町が改称して豊津村となる。（77村）
- 明治9年（1876年）4月18日 - 第2次府県統合により福岡県の管轄となる。
- 明治10年（1877年） - 豊津村が改称して豊津町となる。（1町76村）
- 明治11年（1878年）11月1日 - 郡区町村編制法の福岡県での施行により、行政区画としての仲津郡が発足。「京都仲津郡役所」が京都郡行事村に設置され、同郡とともに管轄。

### 町村制以降の沿革

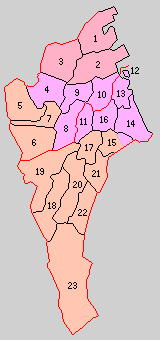
11.今川村 12.蓑島村 13.今元村 14.仲津村 15.祓郷村 16.泉村 17.豊津村 18.南犀川村 19.西犀川村 20.東犀川村 21.節丸村 22.城井村 23.伊良原村（桃：行橋市 橙：京都郡みやこ町 1 - 10は京都郡）

- 明治22年（1889年）4月1日 - 町村制の施行により、以下の各村が発足。（13村） 
  - 今川村 ← 大野井村、宝山村、寺畔村［字侍島・セセナキ・古コウを除く］、流末村、天生田村、矢留村［字池田・セセナキを除く］、福原村［字下櫨山・石河・中原］、福富村［字石原田・ソトワ］（現・行橋市）
  - 蓑島村（単独村制。現・行橋市）
  - 今元村 ← 金屋村、今井村、真菰村、津留村、沓尾村、元永村［字長井を除く］（現・行橋市）
  - 仲津村 ← 馬場村、辻垣村、高瀬村、稲童村、松原村、道場寺村、元永村［字長井］（現・行橋市）
  - 祓郷村 ← 草場村、袋迫村（現・行橋市）、徳永村（現・行橋市、京都郡みやこ町）、呰見村、下原村、有久村、徳政村、綾野村、田中村、国作村、惣社村（現・京都郡みやこ町）
  - 泉村 ← 羽根木村、竹田村、小犬丸村、崎野村、長江村、福富村［字石原田・ソトワを除く］、福原村［字下櫨山・石河・中原を除く］、竹並村、柳井田村、平島村、寺畔村［字侍島・セセナキ・古コウ］、矢留村［字池田・セセナキ］（現・行橋市）
  - 豊津村 ← 豊津町、国分村、彦徳村（現・京都郡みやこ町）
  - 南犀川村 ← 山鹿村、大熊村、喜多良村、鐙畑村、本庄村（現・京都郡みやこ町）
  - 西犀川村 ← 大坂村、谷口村、大村、木山村、花熊村、柳瀬村、崎山村（現・京都郡みやこ町）
  - 東犀川村 ← 上高屋村、下高屋村、続命院村、古川村、久富村、末江村、八ツ溝村（現・京都郡みやこ町）
  - 節丸村 ← 上坂村、上原村、吉岡村、光富村、節丸村（現・京都郡みやこ町）
  - 城井村 ← 内垣村、木井馬場村、横瀬村、犬丸村（現・京都郡みやこ町）
  - 伊良原村 ← 下伊良原村、上伊良原村、扇谷村、帆柱村（現・京都郡みやこ町）
  - 宮市村・大橋村が京都郡行橋町の一部となる。
- 明治29年（1896年）4月1日 - 郡制の施行のため、「京都仲津郡役所」の管轄区域をもって、改めて京都郡が発足。同日仲津郡廃止。

## 行政
京都・仲津郡長
| 代 | 氏名 | 就任年月日                | 退任年月日                | 備考                           |
| -- | ---- | ------------------------- | ------------------------- | ------------------------------ |
| 1  |      | 明治11年（1878年）11月1日 |                           |                                |
|    |      |                           | 明治29年（1896年）3月31日 | 京都郡との合併により仲津郡廃止 |